# Campeonato de Naciones de la Concacaf de 1969
El Campeonato de Naciones de la Concacaf de 1969 fue la cuarta edición del torneo y se jugó entre el 28 de noviembre y el 8 de diciembre de 1969.
Se jugó en el Estadio Nacional en la ciudad de San José (Costa Rica). Clasificaron directamente Costa Rica por ser el anfitrión y Guatemala por ser el campeón defensor.
Costa Rica se coronó campeona por segunda vez después de 1963, al empatar 1-1 con el campeón defensor Guatemala en el partido final decisivo.

## Ronda preliminar
| Equipo 1              | Agr. | Equipo 2       | Ida | Vuelta |
| --------------------- | ---- | -------------- | --- | ------ |
| Haití                 | 3-0  | Estados Unidos | 2-0 | 1-0    |
| México                | 4-2  | Bermudas       | 3-0 | 1-2    |
| Jamaica               | 3-2  | Panamá         | 1-1 | 2-1    |
| Antillas Neerlandesas | w.o. | Honduras       | -   | -      |
| Trinidad y Tobago     | w.o. | El Salvador    | -   | -      |

## Organización

### Sede
| San José                       |
| ------------------------------ |
| Estadio Nacional de Costa Rica |
| Capacidad: 25 000 espectadores |
|                                |

### Árbitros
| - Desiderio Avendaño - Diego Di Leo - Henry Landauer - Jorge Montes de Oca - Kenneth Chaplin | - Juan Soto París - Luis Paulino Siles Calderón - Theodorus Koetsier - Theophilus Joseph - Toros Kibritjian |

## Equipos participantes
| Equipos participantes | Equipos participantes | Equipos participantes |
| --------------------- | --------------------- | --------------------- |
| Antillas Neerlandesas | Costa Rica            | Guatemala             |
| Jamaica               | México                | Trinidad y Tobago     |

- Haití no se inscribió a tiempo y fue excluido pese a haber clasificado.

## Clasificación
| Equipo                | Pts. | PJ | PG | PE | PP | GF | GC | Dif |
| --------------------- | ---- | -- | -- | -- | -- | -- | -- | --- |
| Costa Rica            | 9    | 5  | 4  | 1  | 0  | 13 | 2  | 11  |
| Guatemala             | 8    | 5  | 3  | 2  | 0  | 10 | 2  | 8   |
| Antillas Neerlandesas | 5    | 5  | 2  | 1  | 2  | 9  | 12 | -3  |
| México                | 4    | 5  | 1  | 2  | 2  | 4  | 5  | -1  |
| Trinidad y Tobago     | 3    | 5  | 1  | 1  | 3  | 4  | 12 | -8  |
| Jamaica               | 1    | 5  | 0  | 1  | 4  | 3  | 10 | -7  |

### Partidos
| 23 de noviembre de 1969 | Costa Rica                                   | 3:0 (1:0) | Jamaica | Estadio Nacional, San José                                  |                                                             |
|                         | Cascante 1' · Sáenz 62' · Dawkins 67' (a.g.) |           |         | Asistencia: 7 188 espectadores Árbitro(s): Toros Kibritjian | Asistencia: 7 188 espectadores Árbitro(s): Toros Kibritjian |

| 27 de noviembre de 1969 | Guatemala            | 2:0 (1:0) | Trinidad y Tobago | Estadio Nacional, San José                              |                                                         |
|                         | Gamboa 8' · Fión 84' |           |                   | Asistencia: 7 000 espectadores Árbitro(s): Diego Di Leo | Asistencia: 7 000 espectadores Árbitro(s): Diego Di Leo |

| 27 de noviembre de 1969 | México                     | 2:0 (1:0) | Jamaica | Estadio Nacional, San José                                     |                                                                |
|                         | Mancilla 15' · Sabater 83' |           |         | Asistencia: 13 954 espectadores Árbitro(s): Desiderio Avendaño | Asistencia: 13 954 espectadores Árbitro(s): Desiderio Avendaño |

| 27 de noviembre de 1969 | Costa Rica              | 2:1 (1:1) | Antillas Neerlandesas | Estadio Nacional, San José                                  |                                                             |
|                         | Grant 1' · Cascante 75' |           | Croes 30'             | Asistencia: 13 954 espectadores Árbitro(s): Kenneth Chaplin | Asistencia: 13 954 espectadores Árbitro(s): Kenneth Chaplin |

| 29 de noviembre de 1969 | Guatemala                                                           | 6:1 (3:1) | Antillas Neerlandesas | Estadio Nacional, San José                                   |                                                              |
|                         | Melgar 4' 82' · Salamanca 24' 46' · Valdez 32' · Meulens 54' (a.g.) |           | Regales 22'           | Asistencia: 1 309 espectadores Árbitro(s): Theophilus Joseph | Asistencia: 1 309 espectadores Árbitro(s): Theophilus Joseph |

| 30 de noviembre de 1969 | Trinidad y Tobago                       | 3:2 (2:2) | Jamaica                  | Estadio Nacional, San José                                      |                                                                 |
|                         | Cummings 33' · Douglas 40' · Haynes 85' |           | Scott 20' · Hamilton 31' | Asistencia: 20 462 espectadores Árbitro(s): Jorge Montes de Oca | Asistencia: 20 462 espectadores Árbitro(s): Jorge Montes de Oca |

| 30 de noviembre de 1969 | Costa Rica           | 2:0 (2:0) | México | Estadio Nacional, San José                                 |                                                            |
|                         | Grant 4' · Sáenz 33' |           |        | Asistencia: 20 462 espectadores Árbitro(s): Henry Landauer | Asistencia: 20 462 espectadores Árbitro(s): Henry Landauer |

| 2 de diciembre de 1969 | Antillas Neerlandesas          | 3:1 (1:1) | Trinidad y Tobago | Estadio Nacional, San José              |                                         |
| 18:15                  | Loefstok 11' 49' · Martijn 65' |           | Haynes 4'         | Árbitro(s): Luis Paulino Siles Calderón | Árbitro(s): Luis Paulino Siles Calderón |

| 2 de diciembre de 1969 | Guatemala | 1:0 (0:0) | México | Estadio Nacional, San José     |                                |
| 20:15                  | Fión 46'  |           |        | Árbitro(s): Theodorus Koetsier | Árbitro(s): Theodorus Koetsier |

| 4 de diciembre de 1969 | Antillas Neerlandesas | 2:2 (1:0) | México                 | Estadio Nacional, San José  |                             |
|                        | Toppenberg 42' 65'    |           | Crespo 69' · Barba 71' | Árbitro(s): Juan Soto París | Árbitro(s): Juan Soto París |

| 4 de diciembre de 1969 | Guatemala | 0:0 | Jamaica | Estadio Nacional, San José                              |  |
|                        |           |     |         | Asistencia: 3 500 espectadores Árbitro(s): Diego Di Leo |  |

| 4 de diciembre de 1969 | Costa Rica                                 | 5:0 (1:0) | Trinidad y Tobago | Estadio Nacional, San José                                  |                                                             |
| 20:30                  | Ruiz 10' 55' 65' 70' · Elizondo 85' (pen.) |           |                   | Asistencia: 10 234 espectadores Árbitro(s): Kenneth Chaplin | Asistencia: 10 234 espectadores Árbitro(s): Kenneth Chaplin |

| 6 de diciembre de 1969 | Antillas Neerlandesas   | 2:1 (1:0) | Jamaica    | Estadio Nacional, San José                                           |                                                                      |
| 20:15                  | Regales 6' · Martis 48' |           | Largie 50' | Asistencia: 170 espectadores Árbitro(s): Luis Paulino Siles Calderón | Asistencia: 170 espectadores Árbitro(s): Luis Paulino Siles Calderón |

| 7 de diciembre de 1969 | México | 0:0 | Trinidad y Tobago | Estadio Nacional, San José                                     |  |
|                        |        |     |                   | Asistencia: 28 925 espectadores Árbitro(s): Theodorus Koetsier |  |

| 7 de diciembre de 1969 | Costa Rica  | 1:1 (0:1) | Guatemala | Estadio Nacional, San José                                   |                                                              |
| 10:15                  | Vaughns 50' |           | Fión 7'   | Asistencia: 28 925 espectadores Árbitro(s): Toros Kibritjian | Asistencia: 28 925 espectadores Árbitro(s): Toros Kibritjian |

|                               |
| Bandera de Costa Rica         |
| Campeón Costa Rica 2.º título |

## Goleadores
| Jugador             | Selección             | Goles |
| ------------------- | --------------------- | ----- |
| Víctor Ruiz         | Costa Rica            | 4     |
| Marco Fión          | Guatemala             | 3     |
| Nelson Melgar       | Guatemala             | 2     |
| Daniel Salamanca    | Guatemala             | 2     |
| Álvaro Cascante     | Costa Rica            | 2     |
| Roy Sáenz           | Costa Rica            | 2     |
| Jaime Grant         | Costa Rica            | 2     |
| Melvyn Loefstok     | Antillas Neerlandesas | 2     |
| Adelbert Toppenberg | Antillas Neerlandesas | 2     |
| Carlos Regales      | Antillas Neerlandesas | 2     |
| Ulric Haynes        | Trinidad y Tobago     | 2     |

## Equipo ideal
| Portero       | Defensores                                 | Mediocampistas            | Delanteros                                                           |
| ------------- | ------------------------------------------ | ------------------------- | -------------------------------------------------------------------- |
| Rodolfo Umaña | Erwin Melfor Horacio Hasse Walter Elizondo | Jaime Grant Ronald Martis | Roy Sáenz Marco Fión Víctor Manuel Ruiz Carlos Regales Nelson Melgar |